# 朱文泉
朱文泉（1942年—），江苏响水人，中国人民解放军前高级将领。中共中央党校畢業，大学学历。上将军衔。解放军两栖战专家。

## 经历
1961年8月参加中国人民解放军，在济南军区某部当战士。1964年5月加入中国共产党。1964年10月升任排长，1965年8月任师司令部作训科参谋，1970年1月任济南军区装甲兵司令部作战处参谋，1974年10月任师司令部作训科科长（期间：代理营长半年），
- 1980年3月任陆军团长（期间：1980年9月至1982年7月解放军军事学院完成班学习），
- 1982年8月任陆军师参谋长，
- 1983年4月任陆军师副师长，
- 1988年4月任陆军师长，
- 1992年3月任陆军集团军参谋长，
- 1993年2月任集团军副军长（期间：1993年9月至11月在国防大学进修系学习）。
- 1994年2月任南京军区第1集团军军长（期间：1996年9月至12月在国防大学国防研究系学习）。1998年8－9月，率部参加九江抗洪，封堵长江决口。
- 1999年4月任南京军区参谋长、军区党委常委（期间：1998年8月至2000年12月在中共中央党校经济管理专业函授学习；2000年3月至7月在国防大学正军职以上干部培训班学习）。
- 2002年10月至2007年任南京军区司令员、军区党委副书记。
- 2008年3月任十一屆全國人大教育科學文化衛生委員會委員。

中共第十六届中央候补委员。九届全国人大代表。十一屆全國人大常委會委員。1994年2月晋升为少将军衔，2000年7月晋升为中将军衔。2006年6月24日晋升为上将军衔。